# Taille de croupière
Taille de croupière (The Mistress) est un roman policier de l’écrivain australien Carter Brown publié en 1958 en Australie, puis, en 1959, aux États-Unis. Le livre paraît en France en 1959 dans la Série noire. La traduction, prétendument "de l'américain", est signée Jean Rosenthal. C'est une des nombreuses aventures du lieutenant Al Wheeler, bras droit du shérif Lavers dans la ville californienne fictive de Pine City - la sixième traduite en français aux Éditions Gallimard. Le héros est aussi le narrateur.
Le titre joue sur l'expression tailler des croupières, mais ici ce nom est le féminin (fantaisiste) de croupier : employé à une table de jeux.

## Résumé
Le shérif Lavers et son épouse, revenant du restaurant, trouvent sur le perron de leur maison le corps de leur nièce, Linda Scott, abattue d'une balle dans le dos. La victime était venue à Pine City un mois plus tôt, en compagnie d'un certain Howard Fletcher, ex-patron d'une boîte de jeux à Las Vegas, le Snake Eyes. Dépossédé par "le Syndicat", Fletcher semble avoir l'intention de créer une maison de jeux dans le comté de Pine City. Il a eu un entretien privé à ce sujet avec le shérif, et en conclusion l'a menacé d'un dernier avertissement. Ce qui fait de lui un suspect tout désigné. Mais Al Wheeler a de sérieux doutes et fait tout pour empêcher le shérif d'arrêter prématurément Fletcher. Le shérif est d'autant plus furieux qu'un journaliste local l'accuse de collusion avec ledit Fletcher…

## Personnages
- Al Wheeler, lieutenant enquêteur au bureau du shérif de Pine City.
- Le shérif Lavers.
- Le sergent Polnik.
- Annabelle Jackson, secrétaire du shérif.
- Doc Murphy, médecin légiste.
- Howard Fletcher, ex-patron de maison de jeux.
- Johnny Torch, son garde du corps.
- Nina Booth, ex-employée au Snake Eyes.
- Gabrielle, strip-teaseuse au Snake Eyes.
- Rex Schafer, journaliste à la Tribune.
- Clinton H. Denny, rédacteur en chef de la Tribune.
- M. Fulton, nouveau directeur du Snake Eyes.
- Max, gorille de M. Fulton.
- Hugo Salter, représentant du "Syndicat" à Pine City.

## Édition
- Série noire no 512, 1959,  (ISBN 2070475123). Rééditions : La Poche noire no 119 (1970),  (ISBN 9782071024116) - Carré noir no 125 (1973),  (ISBN 2070431258).